# عاطفه یحیی آغا
عاطفه یحیی آغا (انگلیسی: Atifete Jahjaga؛ زادهٔ ۲۰ آوریل ۱۹۷۵) یک سیاست‌مدار مسلمان اهل کوزوو است که از ۷ آوریل ۲۰۱۱ تا ۷ آوریل ۲۰۱۶ پست ریاست جمهوری این کشور را برعهده داشت. فرمانده زن ۳۶ ساله پلیس با رای موافق ۸۰ نماینده مجلس به عنوان اولین رئیس جمهور زن کوزوو انتخاب شد.
خانم یحیی آغا پیشتر بعنوان قائم مقام رئیس پلیس کوزوو انجام وظیفه می‌کرد. وی به دلیل فعالیت خود در نیروهای پلیس در هیچ حزب سیاسی عضویت نداشته است و به لحاظ سیاسی فردی ناشناخته است.

## نگارخانه

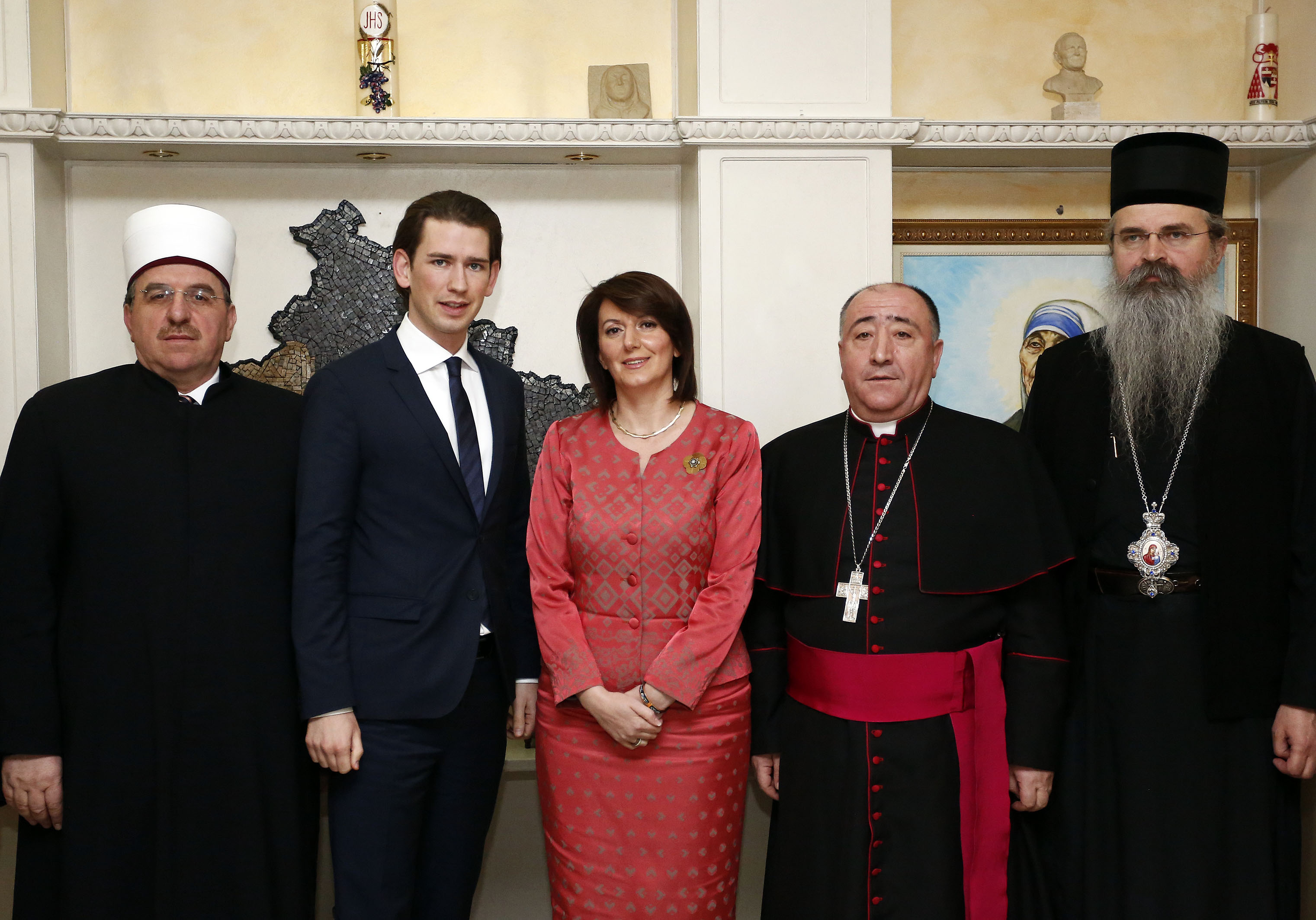
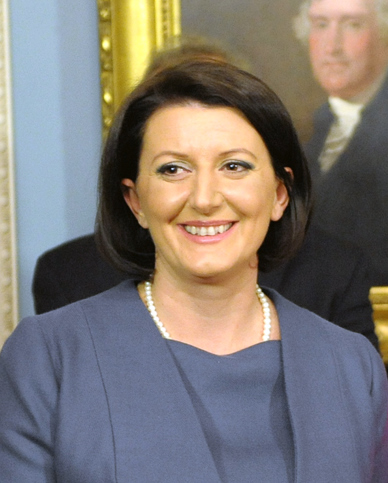